# Liste der Bodendenkmäler in Unterföhring
Auf dieser Seite sind die Bodendenkmäler in der oberbayerischen Gemeinde Unterföhring zusammengestellt. Diese Tabelle ist eine Teilliste der Liste der Bodendenkmäler in Bayern. Grundlage ist die Bayerische Denkmalliste, die auf Basis des Bayerischen Denkmalschutzgesetzes vom 1. Oktober 1973 erstmals erstellt wurde und seither durch das Bayerische Landesamt für Denkmalpflege geführt wird. Die folgenden Angaben ersetzen nicht die rechtsverbindliche Auskunft der Denkmalschutzbehörde.

## Bodendenkmäler der Gemeinde

### Bodendenkmäler in der Gemarkung Ismaning
| Lage                | Objekt | Akten-Nr.     | Bild |
| ------------------- | --- | ------------- | ---- |
| Ismaning (Standort) | Verebnete Grabhügel mit Bestattungen der mittleren Bronzezeit sowie Siedlung vor- und frühgeschichtlicher Zeitstellung, siehe auch: Hügelgrab, Bronzezeit | D-1-7735-0032 |      |

### Bodendenkmäler in der Gemarkung Unterföhring
| Lage                                  | Objekt | Akten-Nr.     | Bild           |
| ------------------------------------- | --- | ------------- | -------------- |
| Unterföhring (Standort)               | Siedlung des Mittelneolithikums (Stichbandkeramik). Siehe auch: neolithikum, Stichbandkeramik | D-1-7835-0288 |                |
| Unterföhring (Standort)               | Körpergräber vor- und frühgeschichtlicher Zeitstellung, Siedlung vor- und frühgeschichtlicher Zeitstellung, unter anderem des Neolithikums, der römischen Kaiserzeit und des frühen Mittelalters sowie Grabenwerk vorgeschichtlicher Zeitstellung. Siehe auch: Körpergrab, Römische Kaiserzeit, Mittelalter, Grabenwerk | D-1-7835-0518 |                |
| Unterföhring Kirchenweg 3a (Standort) | Untertägige mittelalterliche und frühneuzeitliche Befunde Bereich der Katholischen Pfarrkirche St. Valentin in Unterföhring und ihres Vorgängerbaus. Siehe auch: St. Valentin (Unterföhring) | D-1-7835-0562 | weitere Bilder |
| Unterföhring (Standort)               | Siedlung vorgeschichtlicher Zeitstellung. | D-1-7835-0590 |                |